# HD97689
HD97689 — хімічно пекулярна зоря спектрального класу A1, що має видиму зоряну величину в смузі V приблизно  6,8.
Вона  розташована на відстані близько 268,9 світлових років від Сонця.